# 800

## Догађаји
- 25. децембар — Карло Велики се крунисао за Светог римског цара. Формирано је Каролиншко царство, које не признаје византијска царица Ирина. Ово покреће низ спорова са Византијом око тога ко званично полаже права на територије бившег Западног римског царства.
- Википедија:Непознат датум — Владавина династије Абасида у Багдаду.
- Руски каганат су створили Руси, након 182-годишње превласти Хазара. Ово је период почетка успона Кијевске Русије, и каснијих држава Русије, Белорусије и Украјине.
- Абасидски калифат је приморан да уступи своје поседе у јужној Италији династији Аглабида.
- Сијилмаса (у данашњем Мароку) је основана као полазна тачка за караване између северне Африке и западног Судана.
- Абасидски калифат је присиљен да уступи Ифрикију (данашњи североисточни Алжир, Тунис и западну Либију) династији Аглабида.
- 28. јун – Очин Калоомте Ај Хо' Бак постаје нови владар мајанског града државе Мацхакуила у Гватемали и влада до своје смрти 815. године.
- Стижу први насељеници Хавајских острва (приближан датум).
- Келсова књига је написана и осветљена у манастиру Колумбан, у Ирској.